# クロエ・ウェッブ
クロエ・ウェッブ（Chloe Webb, 1956年6月25日 - ）は、アメリカ合衆国出身の女優である。

## 出演作品

### テレビ
- シェイムレス　俺たちに恥はない
- CSI:科学捜査班
- チャーリー・シーンのハーパー★ボーイズ
- Dr.HOUSE

### 映画
- 黄金の谷のルーシー
- ニュートン・ボーイズ
- めぐり逢い
- 欲望（バーディ）
- クイーンズ・ロジック/女の言い分・男の言い訳
- 私の愛したゴースト
- チャイナ・ビーチ
- ツインズ
- ゴーストバスターズ2
- 建築家の腹
- シド・アンド・ナンシー
- クリストファー・ウォーケンの アクターズ・ラブ／舞台は恋のキューピット